# Črna cerkev, Brașov
Črna cerkev (romunsko Biserica Neagră, nemško Schwarze Kirche, madžarsko Fekete templom) je cerkev v Brașovu, mestu v jugovzhodni Transilvaniji v Romuniji. Gradila ga je nemška skupnost mesta in je glavni spomenik v gotskem slogu v državi. Je največja in ena najpomembnejših luteranskih (evangeličanska cerkev augsburške veroizpovedi v Romuniji) verskih zgradb v regiji.

## Zgodovina
Izvirno je bila rimskokatoliška zgradba, znana kot cerkev svete Marije, ki je nadomestila starejšo stavbo, ki se je uporabljala za isti namen. Gradnja se je začela v poznem 14. stoletju, na neznan datum – po analizi povezanih dokazov je več raziskovalcev ugotovilo, da se je delo začelo med letoma 1383 in 1385 . Zaposlili so bolgarske delavce in obrtnike, ki so začeli graditi bolgarsko kolonijo Braşov v kraju Şcheii Braşovului.  Po priljubljeni legendi je nemški otrok motil bolgarske graditelje ali jim je povedal, da se je ena od sten nagnila. Razburjeni Bolgar je potisnil otroka s cerkvenega stolpa in nato njegovo truplo zazidal v cerkev, da je prikril zločin. 
Znano je, da je na začetku sodeloval duhovnik Thomas (umrl 1410), katerega grob je na območju kora. Hkrati so verjetno začeli graditi tudi utrdbe v okolici, kar je pripomoglo k pravočasnemu dokončanju tretje citadele v Brașovu.
Nad oltarjem je bil prvotno en sam stolp, ki naj bi podpiral celotno osrednjo strukturo – po zgledu nemških stolnic naj bi gradil Hans Stettheimer (mnenje raziskovalcev, kot sta Ernst Kühlbrandt in Antal Hekler), a je to sporno [8]. Ladje so gradili dlje, ker je bila gradnja prekinjena. Leta 1423 je papež Martin V. izdal cerkvene odpustke za ljudi, ki so se ukvarjali z gradnjo, da bi spodbudil ponovno delo; leta 1474 je dokument, ki ga je izdal papež Sikst IV., potrdil, da delo še vedno zaostaja.
Več osmerokotnih stebrov, ki so bili vsaj enkrat med gradnjo preoblikovani, so bili verjetno končani okoli leta 1444. V enem izmed njih je intarzija vojaškega voditelja Jánosa Hunyadija, ki se omenja med cerkvenimi dobrotniki. Najbolj intenzivno je delo potekalo pred letom 1450 in po njem. Vključevalo je dokončanje izjemno velikega števila portalov, tudi severna »zlata vrata« in sosednji oltar svetega žrtvovanja. Vzhodni portal, ki ga je naročil madžarski kralj Matija Korvin, je bil končan leta 1476. Zakristija je bila med letoma 1500 in 1515 razširjena. 
Dokončana je bila v 15. stoletju (kmalu po letu 1476) in spada v zadnjo fazo gotske arhitekture. Rezultat je bil triladijska bazilika enake višine, kot je bila v 15. in 16. stoletju v nemških deželah, od koder je bila večina arhitektov in zidarjev. Mnogi deli stavbe so podobni cerkvi v Sebeşu in cerkvi svetega Mihaela v kraju Cluj-Napoca , pa tudi stavbi Dominikánsky  kostol v Košicah. Zasnova je bila sama po sebi navdih za druge verske zgradbe v regiji, mogoče pa je, da je kamnosek, ki je bil prvotno zaposlen v mestu, kasneje delal pri cerkvi v Ghimbavu.
Katoliški obredi so bili med protestantsko reformacijo nadomeščeni z luteranskimi, ki sovpadajo z vplivom Johannesa Honterja. Kip v spomin na Honterja je kasneje postavil Harro Magnussen na eni strani stavbe, a je bil deloma uničen med velikim požarom, ki ga je povzročil napad habsburških sil 21. aprila 1689 (med veliko turško vojno).  Nato je postala znana kot Črna cerkev. Velik del notranje strukture je bil spremenjen v 18. stoletju, kar je uničilo izvirno obliko.
Po požaru leta 1689 je bila cerkev popravljena s pomočjo zidarjev, ki so prišli iz Danziga, saj lokalni obrtniki niso obvladali načina za dokončanje ogromnih obokov, ki so bili narejeni v baročnem slogu.

## Značilnosti
Cerkev je dolga 89 metrov in široka 38 metrov. Od tal do najvišje točke edinega zvonika meri 65 metrov. Ima šesttonske zvonove, največje v Romuniji, veličastne orgle s 4000 cevmi, ki jih je leta 1839 izdelal  Carl August Buchholz (1796–1884). Nanje igrajo na tedenskih koncertih. V njej je tudi bogata zbirka transilvanskih preprog, ki so jih od 15. do 17. stoletja podarjali transilvanski saški trgovci, nekatere so bile uporabljene za okrasitev sten in tal po reformaciji.
Veliko zunanjih struktur je bilo zgrajenih v krhkem peščenjaku, zato so zunanji kipi in zidarski elementi v slabem stanju. Med najstarejšimi so številne skulpture, loki, enostavnejši zidarski vzorci, kot so trilisti, pa tudi številni portali, medtem ko je kronanje posnemanja gotike iz 18. stoletja. 
Najstarejši je doprsni kip Janeza Krstnika v koru, ki pa je skoraj povsem uničen in kaže češko gotsko umetnost, kot je razvidna iz del Johanna in Petra Parlerja.  Pri zunanjih kipih so bili uporabljeni  razkošnejši gotski slogi, ki verjetno prikazujejo domnevna ustanovitelja Črne cerkve Tomaža in katoliškega zaščitnika Transilvanije svetega Nikolaja. Druga dela v tem slogu so Jezusovo rojstvo,  Rešitelj, nadangel, pa tudi upodobitve svetnikov, za katere verjamejo, da so štirje evangelisti (verjetno so bili dokončani v različnih fazah med letoma 1430 in 1450). Novejše srednjeveške skulpture, ki so nastale po letu 1450 z renesančnimi vplivi, so ploski relief, ki prikazuje Jezusa Kristusa v drugem templju v Jeruzalemu, pa tudi različne figure na istem pročelju.  Kip Marije in Jezusa ima spodaj grb Braşova in stoji nasproti stari županovi stavbi, saj je zaščitnica mesta.
Delno uničena stenska slika, ki se zdi, da je bila dokončana okrog leta 1477, je blizu jugovzhodnega portala z  Matijo Korvinom in njegovo ženo Beatrice. Prikazuje Jezusovo rojstvo skupaj s sveto Katarino in sveto Barbaro. V primerjavi s sliko Oznanjenje, ki je poznogotska, je na zunanjo sliko močno vplivala renesansa. Črna cerkev ima tudi litoželezen tabernakelj v gotskem slogu, krstilnik (končan leta 1472, darilo trgovca po imenu Johannes Rewdel), dva velika keliha (oba iz okrog leta 1504) in več brokatnih mašnih plaščev (narejenih med koncem 15. in sredino 16. stoletja). 
Cerkev je glavni simbol Braşova in ima muzej, ki je odprt za obiskovalce. Vsako nedeljo je luteranska maša za majhno nemško skupnost v mestu.
- Zlata vrata
- Marija in Jezus
- Zunanji kipi
- Zunanji kipi
- Pogled s strani s kipom Johannesa Honterja
- Brașov, Črna cerkev v ozadju
- Cerkev s trga Piața Sfatului